# シルクムーンライト
シルクムーンライト（Silk Moonlight、1990年4月26日 - 不明）は日本の競走馬。主な勝ち鞍に1993年の北九州記念。

## 経歴
1992年7月19日、小倉の3歳新馬戦に1番人気で出走し、初勝利を挙げる。続く8月22日小倉のフェニックス賞でも勝利し、重賞初挑戦となった9月6日小倉の小倉3歳ステークスではマルカアイリスの2着、10月10日京都のもみじステークスではビワハヤヒデの2着となる。しかし脚部不安で7か月の休養をしいられ、4歳になった1993年5月30日東京の日本ダービーで復帰したが急仕上げだった上にイレ込みもありウイニングチケットの15着と大敗する。その後、7月4日京都の中日スポーツ賞4歳ステークス4着を挟み、古馬との初対戦となった8月8日小倉の北九州記念に出走、レースではレガシーフィールドに2馬身半差つけて勝利し重賞初制覇を果たした。
しかしレース後脚部不安を発症して、再び休養することになり、5歳となって、地方・中津競馬に移籍、移籍緒戦となった1994年7月10日の耶馬渓賞、8月15日の中津記念をともに勝利、その後、2戦続いて2着のあと、10月30日の中津王冠3着を最後に今度は高知へ移籍したが、1走もしないまま1996年に競走馬登録を抹消された。それ以降の消息は不明である。

## 競走成績
以下の内容は、netkeiba.comおよびJBISサーチに基づく。
| 年月日 | 年月日 | 年月日 | 競馬場 | 競走名         | 格   | 頭数 | 枠番 | 馬番 | 人気 | 倍率  | 着順 | 距離          | タイム | （上3F） | 騎手     | 勝ち馬 / （2着馬）     |
| ------ | ------ | ------ | ------ | -------------- | ---- | ---- | ---- | ---- | ---- | ----- | ---- | ------------- | ------ | -------- | -------- | ---------------------- |
| 1992   | 7.     | 19     | 小倉   | 3歳新馬        |      | 9    | 8    | 8    | 1人  | 2.0   | 1着  | 芝1000m（良） | 0:58.1 | (35.3)   | 熊沢重文 | （リードルーブル）     |
|        | 8.     | 22     | 小倉   | フェニックス賞 | OP   | 8    | 5    | 5    | 2人  | 4.8   | 1着  | 芝1200m（稍） | 1:10.2 | (36.1)   | 土肥幸広 | （セキサンシラオキ）   |
|        | 9.     | 6      | 小倉   | 小倉3歳S       | GIII | 16   | 6    | 12   | 2人  | 6.0   | 2着  | 芝1200m（良） | 1:10.8 | (36.0)   | 土肥幸広 | マルカアイリス         |
|        | 10.    | 10     | 京都   | もみじS        | OP   | 10   | 8    | 9    | 2人  | 3.4   | 2着  | 芝1600m（良） | 1:34.5 |          | 土肥幸広 | ビワハヤヒデ           |
| 1993   | 5.     | 30     | 東京   | 東京優駿       | GI   | 18   | 8    | 17   | 15人 | 112.4 | 15着 | 芝2400m（良） | 2:28.7 | (38.4)   | 土肥幸広 | ウイニングチケット     |
|        | 7.     | 4      | 京都   | 中スポ賞4歳S   | GIII | 12   | 7    | 10   | 5人  | 11.9  | 4着  | 芝1800m（稍） | 1:46.8 | (36.6)   | 土肥幸広 | ネーハイシーザー       |
|        | 8.     | 8      | 小倉   | 北九州記念     | GIII | 15   | 2    | 2    | 3人  | 9.2   | 1着  | 芝1800m（良） | 1:47.5 | (36.6)   | 土肥幸広 | （レガシーフィールド） |
| 1994   | 7.     | 10     | 中津   | 耶馬渓賞       |      | 8    | 4    | 4    | 2人  |       | 1着  | ダ1760m（良） | 2:00.2 |          | 尾林幸彦 | （スリーエースコバン） |
|        | 8.     | 15     | 中津   | 中津記念       |      | 8    | 4    | 4    | 1人  |       | 1着  | ダ1760m（良） | 2:00.5 |          | 尾林幸彦 | （インターラッシャー） |
|        | 9.     | 11     | 中津   | 耶馬渓賞       |      | 8    | 9    | 9    | 1人  |       | 2着  | ダ1760m（良） | 2:01.2 |          | 尾林幸彦 | シンボリザイラー       |
|        | 9.     | 25     | 中津   | 耶馬渓賞       |      | 7    | 1    | 1    | 1人  |       | 2着  | ダ1760m（良） | 2:00.6 |          | 尾林幸彦 | シンボリザイラー       |
|        | 10.    | 30     | 中津   | 中津王冠       |      | 8    | 2    | 2    | 1人  |       | 3着  | ダ2180m（良） | 2:35.7 |          | 尾林幸彦 | インターラッシャー     |

## 血統表
| シルクムーンライトの血統          | シルクムーンライトの血統                     | シルクムーンライトの血統            | （血統表の出典）                    | （血統表の出典） |
| 父 シルクテンザンオー 1979 黒鹿毛 | 父の父*ファーストドーン First Dawn 1971 鹿毛 | Bold Ruler                          | Nasrullah                           | Nasrullah        |
| 父 シルクテンザンオー 1979 黒鹿毛 | 父の父*ファーストドーン First Dawn 1971 鹿毛 | Bold Ruler                          | Miss Disco                          |                  |
| 父 シルクテンザンオー 1979 黒鹿毛 | 父の父*ファーストドーン First Dawn 1971 鹿毛 | Lovely Morning                      | Swaps                               | Swaps            |
| 父 シルクテンザンオー 1979 黒鹿毛 | 父の父*ファーストドーン First Dawn 1971 鹿毛 | Lovely Morning                      | Misty Morn                          |                  |
| 父 シルクテンザンオー 1979 黒鹿毛 | 父の母ミスマルミチ 1965 鹿毛                 | *ネヴァービート                     | Never Say Die                       | Never Say Die    |
| 父 シルクテンザンオー 1979 黒鹿毛 | 父の母ミスマルミチ 1965 鹿毛                 | *ネヴァービート                     | Bride Elect                         |                  |
| 父 シルクテンザンオー 1979 黒鹿毛 | 父の母ミスマルミチ 1965 鹿毛                 | キユーピツト                        | Nearula                             | Nearula          |
| 父 シルクテンザンオー 1979 黒鹿毛 | 父の母ミスマルミチ 1965 鹿毛                 | キユーピツト                        | *マイリー                           |                  |
| 母 シルクセイコ 1983 鹿毛         | 母の父ハイセイコー 1970 黒鹿毛               | *チャイナロック                     | Rockefella                          | Rockefella       |
| 母 シルクセイコ 1983 鹿毛         | 母の父ハイセイコー 1970 黒鹿毛               | *チャイナロック                     | May Wong                            |                  |
| 母 シルクセイコ 1983 鹿毛         | 母の父ハイセイコー 1970 黒鹿毛               | ハイユウ                            | *カリム                             | *カリム          |
| 母 シルクセイコ 1983 鹿毛         | 母の父ハイセイコー 1970 黒鹿毛               | ハイユウ                            | *ダルモーガン                       |                  |
| 母 シルクセイコ 1983 鹿毛         | 母の母シルクオーヒ 1975 鹿毛                 | *サンシー                           | Sanctus                             | Sanctus          |
| 母 シルクセイコ 1983 鹿毛         | 母の母シルクオーヒ 1975 鹿毛                 | *サンシー                           | Wordys                              |                  |
| 母 シルクセイコ 1983 鹿毛         | 母の母シルクオーヒ 1975 鹿毛                 | セブンハワイ                        | *パーソロン                         | *パーソロン      |
| 母 シルクセイコ 1983 鹿毛         | 母の母シルクオーヒ 1975 鹿毛                 | セブンハワイ                        | *ミスハワイ                         |                  |
| 母系(F-No.)                       | ミスハワイ系(FN:11-C)                        | ミスハワイ系(FN:11-C)               | ミスハワイ系(FN:11-C)               | [ § 2 ]          |
| 5代内の近親交配                   | Nasrullah 4･5･5（父系）、Nearco 5×5          | Nasrullah 4･5･5（父系）、Nearco 5×5 | Nasrullah 4･5･5（父系）、Nearco 5×5 | [ § 3 ]          |
| 出典                              | 1. 2. 3.                                     | 1. 2. 3.                            | 1. 2. 3.                            | 1. 2. 3.         |